# Michael Sembello
Michael Sembello (ur. 17 kwietnia 1954 w Filadelfii) – amerykański muzyk i autor tekstów, najbardziej znany z utworu „Maniac”, znajdującego się na ścieżce dźwiękowej do filmu Flashdance. Za utwór „Maniac” był nominowany do Oscara i Nagrody Grammy.

## Kariera
Urodził się i wychował w Filadelfii. W latach młodości wielki wpływ wywarła na niego współpraca z legendą jazzu Patem Martino. Karierę rozpoczynał jako muzyk studyjny. Grał na gitarze akustycznej lub elektrycznej u boku takich wykonawców jak: Stevie Wonder, Sergio Mendas, The Jackson 5, Stephen Bishop, Randy Crawford, David Sanborn, a później także z Chaką Khan, Gerardo, George’em Bensonem, New Edition, The Temptations i Donną Summer.
W roku 1983 wydał swój pierwszy solowy album zatytułowany Bossa Nova Hotel. Na albumie tym znajduje się największy hit artysty – „Maniac”.

## Wybrana dyskografia
(opracowanie na podstawie materiału źródłowego)
- Bossa Nova Hotel (1983)
- Without Walls (1986)
- Caravan of Dreams (1992)
- Backwards in Time (1997)